# ジョージ・ウェスティングハウス
ジョージ・ウェスチングハウス・ジュニア（George Westinghouse, Jr、1846年10月6日 - 1914年3月12日) は、アメリカ合衆国の技術者、実業家。鉄道車両用の空気ブレーキ等を発明。また、それらの発明を産業として発展させた、電気産業の先駆者である。
ウェスチングハウスは、アメリカにおける初期の電力システムの建設に関してトーマス・エジソンのライバルの1人であった。エジソンが主張した直流送電システムに対して、ウェスティングハウスの交流送電システムは最終的に勝利を収めることになった。

## 初期
ウェスチングハウスは、機械工場所有者の息子に生まれ、機械関連とビジネスに関して才能があった。最初の発明、ロータリースチームエンジンを作成したのは、彼がまだ19歳の時であった。
21歳の時、彼は "car replacer" という脱線した鉄道車両をガイドして線路に戻す道具と、列車を2本の線路のうちの一方に案内する分岐器に用いられるリバーシブル・フロッグという装置を発明した。
この頃、ブレーキシステムの限界によって、機関士が相手の列車を視認していたにもかかわらず、列車を間に合うように止めることができずに起きた列車事故を目撃した。この当時の鉄道のブレーキは制動手が車両の屋根の上を走り回って、各車両のブレーキを手作業で掛けて回るものであった。
1869年、圧縮空気を用いた鉄道のブレーキシステム（自動空気ブレーキ）を発明した。ウェスチングハウスのシステムでは、機関車に備えられた空気圧縮機と各車両の空気だめと特別なバルブを用いており、また列車の全長に渡って引き通された空気管によって空気だめに空気を補給すると共にブレーキを制御し、全ての車両に同時にブレーキを掛けたり緩めたりするものであった。これは、空気管のどこかが外れたり破裂したりすると列車全体にブレーキが掛かるという点で、フェイルセーフ機能を備えたシステムでもあった。このシステムはウェスチングハウスによって1872年3月5日に特許が取得された。その後ウェスティングハウスの発明品を製造・販売するため、ウェスチングハウス・エア・ブレーキ・カンパニー (WABCO: Westinghouse Air Brake Company) が設立された。間もなく彼の発明はほとんどの鉄道車両で採用された。現代の車両でも、この設計を基本とする様々な形のブレーキが用いられている。
ウェスティングハウスは、その当時オイルランプを用いていた鉄道信号機の改善を追求し、1881年に彼の信号システムに関する発明品を製造するためにユニオン・スイッチ・アンド・シグナルを設立した。

## 電気と「電流戦争」
1875年当時、エジソンはまだアメリカではあまり知られていなかった。1本の通信線で複数の電報の信号を送れるようにする多重化電報システムで成果を挙げていたが、彼が望むほどの認知を世間から得ていなかった。電話システムに関しても研究していたが、アレクサンダー・グラハム・ベルに出し抜かれてしまった。彼は失敗から素早く立ち直ると、蓄音機を発明してこれにより名声を得た。

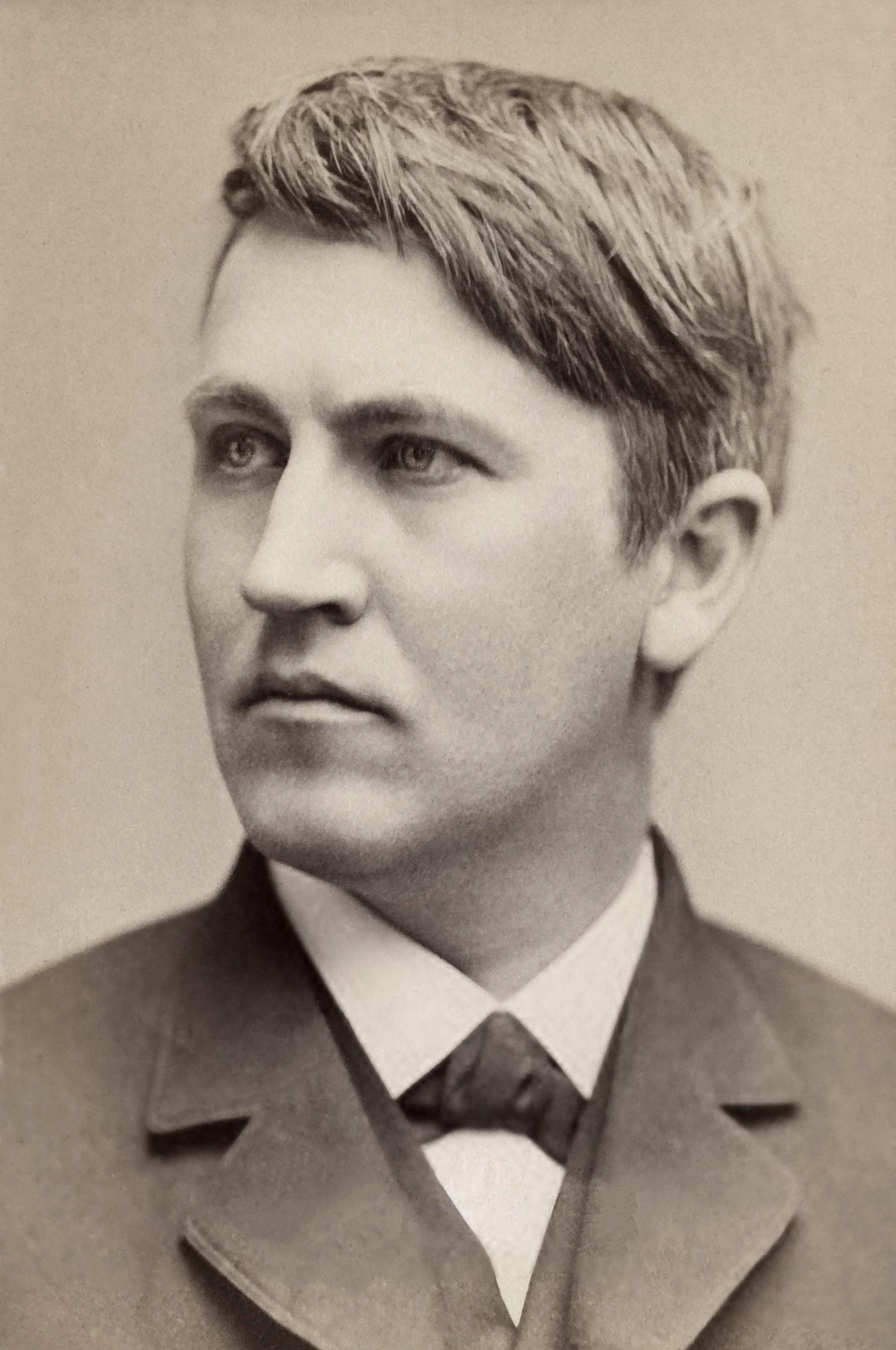
1878年頃のエジソン

1878年にエジソンは改良された白熱電球を発明し、これにより照明用の電力供給システムの必要性が生まれた。1882年9月4日、エジソンは彼のパール・ストリートにある研究所の周辺の、ロウワー・マンハッタンにある59の利用者に対して直流110 Vの電気を供給する、世界初の送配電システムの運用を開始した。
ウェスチングハウスはガスの供給や電話の回線交換への関心を持っており、そこから必然的に電力供給システムへの関心を持つに至った。彼はエジソンのシステムを検討し、このまま大規模に発展させていくにはあまりに非効率であると結論付けた。エジソンの電力供給システムは低い電圧の直流を用いており、大きな電流が流れて多大な損失を引き起こしていた。ヨーロッパの発明家の中には交流送電システムについて研究しているものがいた。交流送電システムでは、変圧器により電圧を上げて送電し、送電中の電力損失を減らしながら、利用者の近くで変圧器により電圧を落として使用することができた。
フランスのルシアン・ゴーラールとイングランドのジョン・ディクソン・ギブス (John Dixon Gibbs) により開発された変圧器は1881年にロンドンでデモンストレーションされ、ウェスチングハウスの関心を惹いた。変圧器自体は新しいものではなかったが、ゴーラールとギブスの設計したものは大量の電力を処理でき、かつ簡単に製造できる初めてのものであった。1885年、ウェスチングハウスは多数のゴーラール・ギブス式変圧器とシーメンス製交流発電機を輸入し、ピッツバーグで交流送電の実験を行い始めた。
ウィリアム・スタンリーとフランクリン・ポープの助けを得ながら、ウェスチングハウスは変圧器の設計を改良することに取り組み、実用的な交流送電システムを建設した。1886年、ウェスチングハウスとスタンリーは、最初の多電圧交流送電システムをマサチューセッツ州グレートバーリントンに設置した。送電システムへは水力による交流500 V発電機から電力が供給されていた。送電のために電圧は3,000 Vに上げられ、そして電灯を灯すために100 Vに再び落とされるようになっていた。交流送電につきものの問題点は、ポープが彼の自宅の地下で不調の交流変換機により感電死した時に浮かび上がった。
同年、ウェスチングハウスはウェスチングハウス・エレクトリック・アンド・マニュファクチャリング・カンパニー (Westinghouse Electric and Manufacturing Company) を設立し、この会社は1889年にウェスチングハウス・エレクトリックとなった。
さらに30の交流送電システムが年内に設置されたが、効果的に交流の電力を測定する装置や交流電動機が欠けていることに制約されていた。1888年にウェスチングハウスとその技術者であるオリバー・シャレンジャー (Oliver Shallenger) は、ガスのメーターをまねた設計の電力計を開発した。今日でも同じ基本原理に基づく電力計が用いられている。交流電動機の開発はより難しかったが、幸運にもその設計は既に存在していた。セルビア系アメリカ人の優秀な発明家、ニコラ・テスラが多極式電動機の原理を既に考案していた。
テスラとエジソンの関係はうまくいかなかった。初期にはテスラはエジソン・ゼネラル・エレクトリック社のヨーロッパ法人で働いたが、彼の貢献に対する報酬が得られず、数年にわたって労働をしなければならなかった。後にエジソンは、テスラがエジソンの直流発電機を再設計することができたら5万ドルを与えると約束した。テスラがこれを実現した時、エジソンはテスラに対して金額については冗談を言っていたのだとかわした。テスラはほどなくエジソンの元を去った。

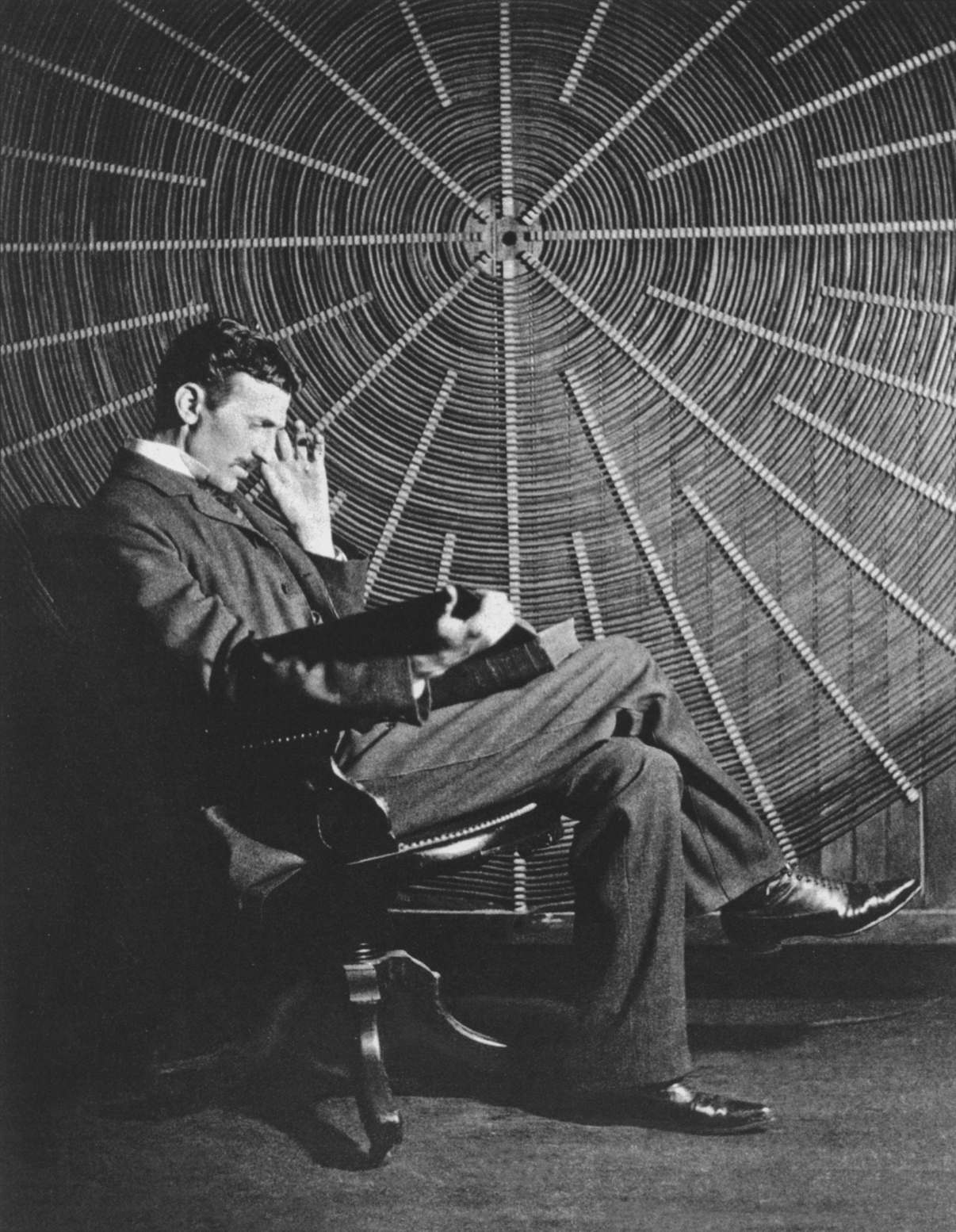
ルジェル・ヨシプ・ボスコヴィッチの本Theoria Philosophiae Naturalisを読むニコラ・テスラ、彼の高周波変圧器のスパイラルコイルの前で、ニューヨーク州イースト・ヒューストン・ストリート

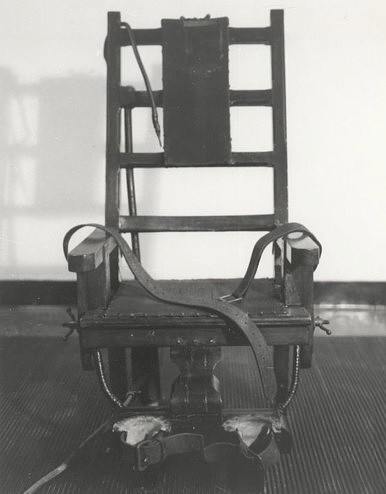
おそらくアメリカで最も有名な電気椅子、シンシン刑務所のもの

ウェスティングハウスはテスラと接触し、テスラの交流電動機の特許の権利を取得した。テスラは1882年に回転磁界の着想を得て、1883年に最初のブラシレス交流電動機、誘導電動機として実現した。ウェスチングハウスはテスラを1年間コンサルタントとして雇い、1888年から大規模な多極交流電動機の導入が始められた。これが現代のアメリカの電力システムの基礎となっている。
三相交流60 Hz は、電球のちらつきを最小限に抑えるためには十分高く、そして無効電力による損失を削減するためには十分低い周波数であり、これもまたテスラの着想によるものであった。
ウェスチングハウスによる交流送電システムの普及は、エジソンの直流送電システムとの対決を招くことになった。この争いは電流戦争として知られるようになった。エジソンは、高電圧システムは本質的に危険であると主張した。ウェスチングハウスは、危険性は管理可能なものであり、また利点がより勝ると反論した。エジソンは、いくつかの州において送電電圧を800 Vに制限する法案を成立させようとしたが、これには失敗した。
この争いは、1887年にニューヨーク州に指名された委員会がエジソンに対して、死刑囚を処刑するために最もよい方法について相談した時にばかげたレベルに行き着いた。エジソンは当初、死刑囚の処刑方法については関わりたがらなかった。
ウェスチングハウスの交流送電システムは明らかに電流戦争に勝利しつつあり、競争に執着するエジソンはライバルを倒す最後の機会を見出した。エジソンは、ハロルド・P・ブラウンという外部の技術者を雇い、公平を装って、公衆の面前で交流によって動物を殺す実験を行わせた。そしてエジソンはニューヨーク州の委員会に対して、交流はとても致命的であり、人をすぐに感電死させてしまうため、処刑するためには理想的な方法であろうと進言した。彼の名声はとても偉大であったため、この進言は採用された。
そしてハロルド・ブラウンは、電気処刑のための道具を州に対して8,000ドルで売却した。1890年8月、ウィリアム・ケムラーという名の死刑囚が電気椅子で処刑される最初の人間となった。ウェスチングハウスはその当時最高の弁護士を雇ってケムラーを弁護させ、電気処刑を「残酷で異常な刑罰」であると非難した。処刑には一度の失敗と8分もの時間を要したことから、ウェスチングハウスは斧で処刑した方がましであっただろうと抗議した。電気椅子は、処刑には不十分であると証明されたにもかかわらず、その後数十年にわたって標準的な処刑方法として使用された。しかしながら、エジソンはこの電気椅子による処刑を「ウェスチングハウスする」 (Westinghousing) と呼ばせることには失敗した。
エジソンはまた、その利点が欠点を上回っていた交流送電システムの信用を傷つけることにも失敗した。エジソン・ゼネラル・エレクトリックを1892年に吸収合併したゼネラル・エレクトリックでさえ、交流用の設備の生産を開始することを決定した。
1889年、ウェスチングハウスは電気技術者で発明家のベンジャミン・ラメを雇った。機械と数学に子供の頃から関心のあったラメは、オハイオ州立大学で工学の学位を取って1888年に卒業した。ウェスチングハウスの会社に就職して間もなく、彼は電気機械の主任設計者となった。彼の妹でやはりオハイオ州立大学を卒業したバーサ・ラメ (Bertha Lamme) はアメリカで初めての女性電気技術者となり、ウェスチングハウス社の技術者であるラッセル・フェイト (Russel Feicht) と結婚するまで彼の先駆的な仕事に加わった。発電に関するプロジェクトの中で、バーサ・ラメに関連すると考えられているのはナイアガラの滝での水車発電機である。ニューヨーク・ニューヘイブン・アンド・ハートフォード鉄道は、ラメの直流電化システムを1905年に導入した。ラメは1903年から死去するまで、ウェスチングハウスの信頼する主任技術者であった。

## 晩年

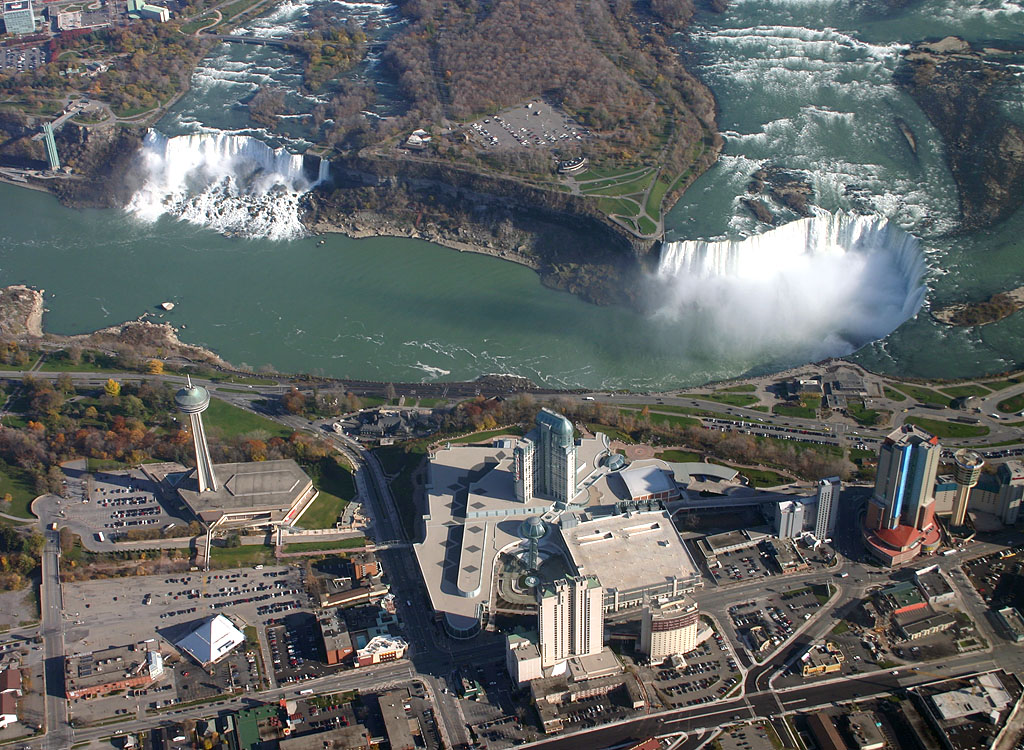
ナイアガラの滝の空撮写真、左側にアメリカ滝、右側にカナダ滝

1893年の重要な業績として、ウェスチングハウスはシカゴ万国博覧会に対して交流送電システムを建設する契約を交わし、ウェスチングハウス・エレクトリック社と交流送電技術に対する大きな宣伝となった。彼はまた、ナイアガラの滝に交流発電機を設置して発電した電力を40 km離れたニューヨーク州バッファローへ送電する最初の長距離送電網を建設する契約を引き受けた。
交流送電網が拡大するにつれて、ウェスチングハウスは発電に関心を移していった。初めは滝のある場所に水力タービンを設置して発電に用いていたが、発電機の動力源としてレシプロ式の蒸気機関を用いることはなかった。ウェスチングハウスは往復動式蒸気機関は非効率であると感じ、より洗練されていて効率的な回転式の機関を開発したいと考えた。
実際のところ、彼の初期の発明の1つに回転式蒸気機関があったが、これは非現実的であると証明されていた。イギリスの技術者、チャールズ・アルジャーノン・パーソンズは1884年に蒸気タービンの実験を10 馬力のものから始めた。パーソンズのタービンの権利をウェスチングハウスは1885年に買い取り、パーソンズの技術を改良してその規模を拡大した。
1898年にウェスチングハウスは、彼のウェスチングハウス・エア・ブレーキ社で使われていたレシプロ式蒸気エンジンを置き換える300キロワットのタービンのデモンストレーションを行った。翌年彼は1.5メガワット 毎分1,200回転のタービンをハートフォード電灯会社 (Hartford Electric Light Company) に設置した。
続いてウェスチングハウスは船舶推進用の蒸気タービンを開発した。大型のタービンは毎分3,000回転程度で最も効率的であったが、これに対してスクリューは毎分100回転程度が最も効率的であった。このため減速機が必要とされたが、わずかな調整のミスが動力機構をバラバラにしてしまうため、高い回転数で高い出力の減速機を製作することは難しかった。ウェスチングハウスとその技術者は自動調整システムを開発することに成功し、これにより大型船でのタービン動力が実用的なものとなった。
ウェスチングハウスはほぼ生涯を通じて新たな発明をし続けた。エジソンと同様に、彼は実地・実験主義であった。ある時には、ウェスチングハウスは冷暖房を供給できるヒートポンプの研究を始め、このプロセスを通じてヒートポンプ自体が動くために必要なエネルギーを取り出すことができるかもしれないと考えていた。
現代の技術者なら誰でも、ウェスチングハウスは明らかに永久機関を作ろうとしていたと見るであろうし、彼と交際のあったイギリスの物理学者ウィリアム・トムソン（ケルビン卿）は、ウェスチングハウスのやろうとしていることは熱力学の法則に反していると助言をした。彼はそうかもしれないと返答したが、それでも仕事を続けた。たとえウェスチングハウスは永久機関を完成させることができなかったとしても、彼は特許を取得して販売することのできるヒートポンプシステムを開発できた。
20世紀になる頃に自動車が普及するようになると、ウェスチングハウスは初期の発明に立ち返って、自動車のサスペンションに用いられる圧縮空気ショックアブソーバーを発明した。
ウェスチングハウスはアメリカ産業界を率い続けたが、1907年に経営危機に見舞われ、ウェスチングハウス社の経営からは離れている。1911年には実業からは完全に手を引き、健康も衰えていった。
1906年にジョン・フリッツ・メダル、1911年にアメリカ電気学会（AIEE: American Institute of Electrical Engineers、後のIEEE）から「交流システムの開発に関する賞賛に値する業績」に対してエジソンメダルを受賞した。
ジョージ・ウェスチングハウスはマルグリート・エルスキン・ウォーカー (Marguerite Erskine Walker) と1867年8月8日に結婚した。夫妻にはジョージ・ウェスチングハウス3世という子供がいて、結婚生活は47年続いた。ジョージ・ウェスチングハウスは1914年3月12日にニューヨークで67歳で死去した。南北戦争への従軍歴があるため、彼はアーリントン国立墓地に、彼の死の3ヵ月後に死去した妻のマルグリートと共に葬られた。ウェスチングハウスは抜け目がなく、断固とした経営者であったが、彼は良心的な雇用者で、また商売上の相手とも公平な取引を心がけていた。
1918年に彼のかつての住居は取り壊され、土地はピッツバーグの市当局に寄付されてウェスチングハウス・パークとなった。1930年、彼の従業員たちが資金を出してウェスチングハウスの記念碑がピッツバーグのシェンリー・パークに設置された。ジョージ・ウェスチングハウス橋はタートル・クリーク工場のそばにある。その銘板には「その大胆な発想と人々にとっての偉大さと有用性で、この橋はジョージ・ウェスチングハウス (1846年 - 1914年) の人柄と経歴を象徴している。その名誉のために捧げる。1932年9月10日」と記されている。